# ساري آسيا
ساري آسيا هي مدينة ومقر مقاطعة ساريآسيا في ولاية صرخنداريا في أوزبكستان.